# Paolo di Tarso e il giudaismo

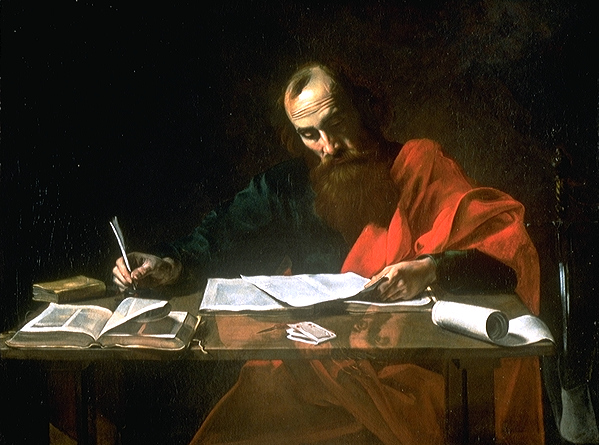
Rappresentazione artistica di San Paolo che scrive le epistole, XVI secolo (Collezione Blaffer Foundation, Houston, Texas). Molti studiosi neotestamentari pensano che Paolo abbia dettato le proprie lettere ad un segretario, come Terzo di Iconio citato in

Le relazioni tra Paolo Apostolo e il giudaismo del Secondo Tempio continuano ad essere oggetto di molta ricerca accademica, dato che si pensa che Paolo abbia giocato un ruolo importante nel rapporto tra Cristianesimo ed Ebraismo in generale. L'influenza di Paolo sulla teologia cristiana viene considerata come la più determinante tra tutti gli autori neotestamentari.
Alcuni studiosi reputano che Paolo (o Saulo) sia totalmente in linea con il giudaismo del I secolo (un "fariseo" e discepolo di Gamaliele, o parte del giudaismo ellenistico), altri lo vedono in opposizione al giudaismo di quel secolo (cfr. "Brani di Paolo a favore dell'antinomismo" e Marcionismo), mentre la maggioranza lo giudica come in una via di mezzo tra questi due estremi, contrario alle "Leggi rituali" (cfr. sotto, la "Controversia sulla circoncisione"), ma in pieno accordo con la "Legge divina". Tali opinioni su Paolo sono in parallelo con la visione cristiana dell'Antico Testamento.

## Origini ebraiche

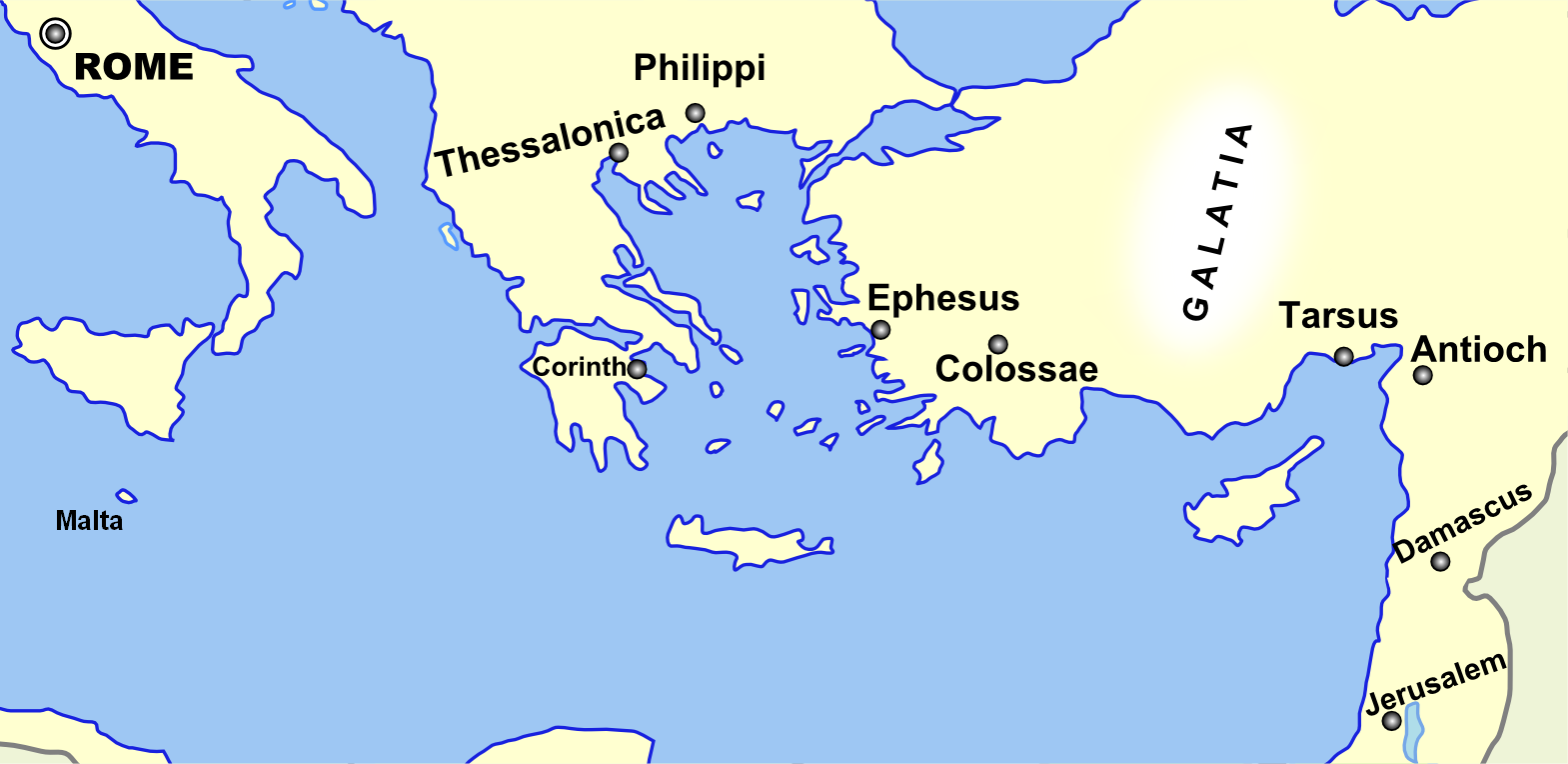
Geografia del Bacino mediterraneo attinente alla vita di Paolo nel I secolo, da Gerusalemme in basso a destra, fino a Roma in alto a sinistra.

Gli Atti degli Apostoli contengono un resoconto dei viaggi e delle attività di Paolo, i suoi conflitti con i pagani e gli ebrei, e il suo interagire con i primi apostoli. Alcuni contestano il valore delle informazioni storiche degli Atti. Furono scritti in una prospettiva di riconciliazione tra la cristianità paolina ed i suoi opponenti, quindi descrive Paolo come un ebreo osservante omettendo la sua disputa con Pietro, menzionando solo brevemente la sua separazione da Barnaba. Ireneo, nel II secolo, è il primo che abbia a citare Atti, usandoli contro Marcione che rifiutava la Bibbia ebraica.

## Origini greche

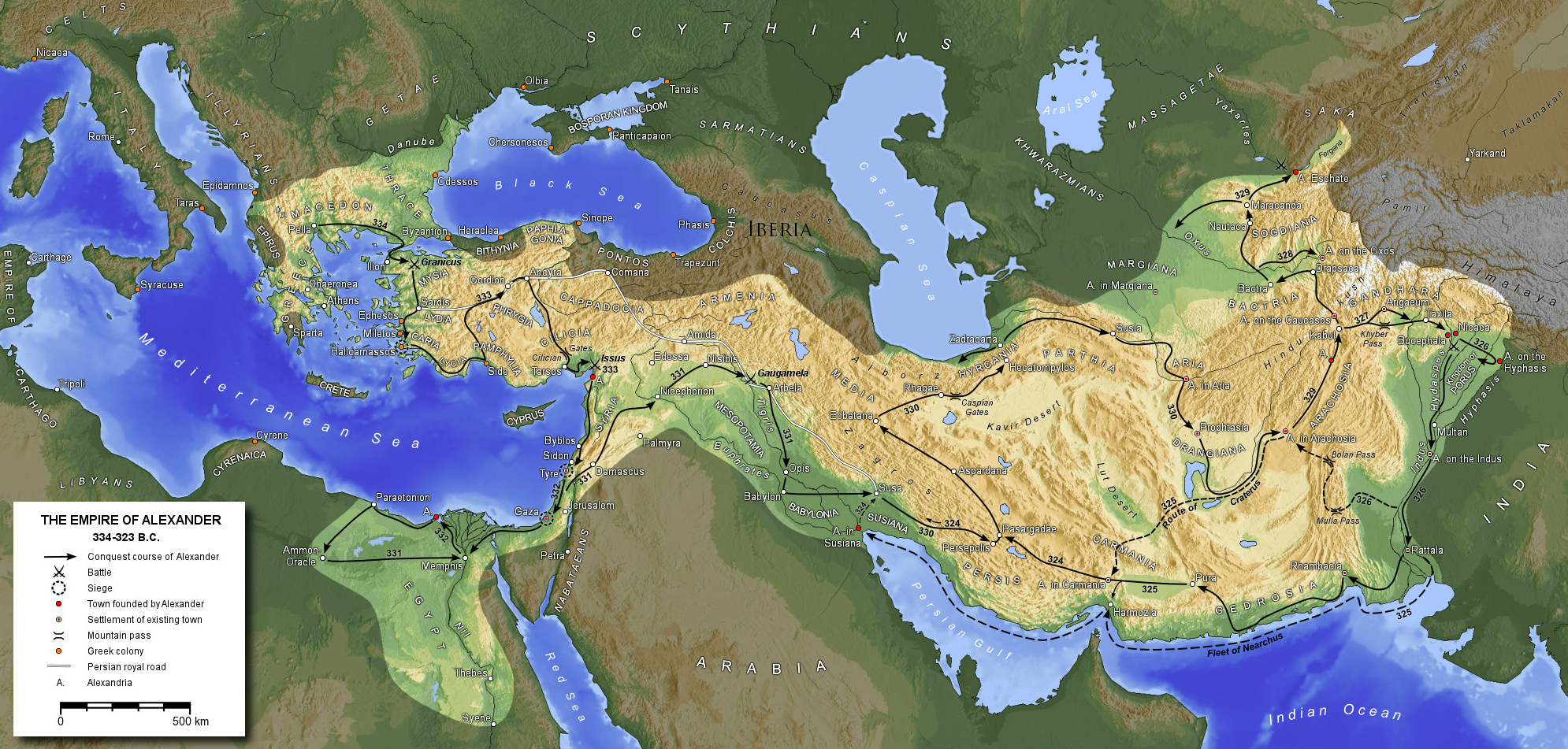
Mappa dell'impero di Alessandro, 334-323 a.C., ad est e sud della Macedonia.

Il giudaismo ellenistico fu un movimento che esistette nella Diaspora ebraica e la Terra santa, che cercò di costituire una tradizione religiosa ebraica nell'ambito della cultura e lingua dell'ellenismo. Il maggiore prodotto letterario che scaturì dal contatto del giudaismo con la cultura ellenistica fu la Septuaginta (iniziata nel III secolo a.C.). Gli autori principali sono Filone di Alessandria (morto c. 50 d.C.), Flavio Giuseppe (morto c. 100 d.C.), e alcuni propongono anche Paolo. Il declino del giudaismo ellenistico nel II secolo d.C. rimane oscuro: potrebbe darsi che sia stato emarginato o assorbito dal primo cristianesimo, o lo sia divenuto. Recentemente, lo studioso talmudista Daniel Boyarin ha affermato che la teologia di Paolo sullo spirito sia radicata nel giudaismo ellenistico più profondamente di quanto non si creda.

## Paolo perseguita i cristiani
Prima della sua fede in Gesù quale Messia di Israele, Paolo era un fariseo che «perseguitava violentemente» i seguaci di Cristo:
(Galati 1.13-14)
Nella Lettera ai Filippesi Paolo espone la sua vita prima della conversione:
(Filippesi 3.4-6)

## Incidente di Antiochia

Pietro e Paolo che discutono, dipinto di El Greco, attualmente all'Ermitage di San Pietroburgo

Nonostante l'accordo presumibilmente ottenuto al Concilio di Gerusalemme secondo quanto credeva Paolo, quest'ultimo racconta come in seguito avesse da confrontarsi pubblicamente con Pietro – in quello che venne chiamato l'«Incidente di Antiochia» – a causa della riluttanza di Pietro a condividere i pasti con i gentili cristiani di Antiochia di Siria. Paolo menziona anche che persino Barnaba (suo compagno di viaggio e amico apostolo fino a quel momento) prese le parti di Pietro.
Più tardi, dopo l'incidente, Paolo narra:
(Galati 2.11–14)
Il risultato ultimo dell'incidente rimane incerto. La Catholic Encyclopedia afferma: «Il resoconto dell'incidente da parte di San Paolo non lascia dubbi che San Pietro comprese la correttezza del rimprovero». In opposizione, lo studioso biblico L. Michael White, nel suo From Jesus to Christianity («Da Gesù al Cristianesimo») sostiene: «Lo scontro con Pietro fu un fallimento totale di spavalderia politica, e Paolo presto lasciò Antiochia come persona non grata e non ci tornò più».
La fonte primaria dell'Incidente di Antiochia è la Lettera ai Galati di Paolo.

## Controversia sulla circoncisione
Paolo, che si faceva chiamare l'Apostolo dei Gentili, a volte si opponeva alla pratica della circoncisione rituale, quale ingresso nella "Nuova Alleanza" di Gesù. Nel caso specifico di Timoteo, con madre ebrea cristiana ma padre greco, Paolo stesso lo circoncise "per riguardo ai Giudei che si trovavano in quelle regioni". Paolo inoltre sembra lodare il valore di tale pratica nella Lettera ai Romani 3.1-2. Comunque, in 1 Corinzi 9.20-23 asserisce anche che i suoi insegnamenti variavano.
Paolo presentò il suo caso ai cristiani di Roma, sostenendo che la circoncisione non significasse più una pratica fisica, bensì spirituale. In tal senso, infatti, scrisse: "Qualcuno è stato chiamato quando era circonciso? Non lo nasconda! È stato chiamato quando non era ancora circonciso? Non si faccia circoncidere!" (1 Corinzi 7.18) e continuò asserendo che la circoncisione non aveva importanza: "La circoncisione non conta nulla, e la non circoncisione non conta nulla; conta invece l'osservanza dei comandamenti di Dio" (1 Corinzi 7.19).
Successivamente Paolo ebbe a denunciare più esplicitamente la pratica, respingendo e condannando coloro che promuovevano la circoncisione dei conversi gentili. Paolo avvertì che i sostenitori della circoncisione erano "falsi fratelli" (Galati 1.4). Accusò quei conversi galati che affermavano la circoncisione, di dar maggiore importanza alla carne che allo spirito: "Siete così privi d'intelligenza che, dopo aver incominciato con lo Spirito, ora volete finire con la carne? " (Galati 3.3). Accusò inoltre i sostenitori della circoncisione di voler dare importanza alle apparenze della carne e di glorificarsi o vantarsi del proprio corpo. Alcuni credono che Paolo abbia scritto l'intera Lettera ai Galati per attaccare la circoncisione, affermando nel Capitolo 5 (v.2): "Ecco, io Paolo vi dico: se vi fate circoncidere, Cristo non vi gioverà nulla."
La sua attitudine verso la circoncisione varia tra completa ostilità, quella che egli chiama "mutilazione" in Filippesi 3.2-3, elogio in Romani 3.1-2, e la sua disponibilità a circoncidere Timoteo, riportato in Atti 16.1-3. Tuttavia, tali discrepanze apparenti hanno portato ad un certo scetticismo rispetto alla validità storica degli Atti degli Apostoli. Baur, Schwanbeck, De Wette, Davidson, Mayerhoff, Schleiermacher, Bleek, Krenkel, e altri si sono opposti all'autenticità degli Atti. Un'obiezione viene fatta in merito alla discordanza tra Atti 9.19-28 e Galati 1.17-19.
La divisione tra coloro che seguivano la legge mosaica ed erano circoncisi, e quelli che non lo erano, veniva enfatizzata dalla sua Lettera ai Galati 2.7-9:corsivi aggiunti
La Catholic Encyclopedia, alla voce "Judaizers" nota: "Paolo, tuttavia, non solo non obiettò all'osservanza della legge mosaica, fintanto che non interferiva con la libertà dei Gentili, ma si attenne anche alle sue direttive quando lo richiedeva l'occasione (cfr. 1 Corinzi 9.20). Di conseguenza, poco dopo circoncise Timoteo (Atti 16.1-3) e stava per officiare un rituale mosaico insieme ad altri conversi proprio quando venne arrestato a Gerusalemme (Atti 21.26).

## Opinioni sui giudaizzanti
Paolo criticava i "giudaizzanti" all'interno della Chiesa. Questo conflitto tra San Paolo e i suoi avversari potrebbe essere stato il motivo del Concilio di Gerusalemme (cfr. Atti 15.1-35), dove Giacomo, Paolo e gli altri capi del movimento cristiano si accordarono che i conversi gentili dovevano solo seguire le "tre eccezioni" (Atti 15.20,29; contati da alcuni come quattro), leggi che coincidono all'incirca con le Sette Leggi Noachiche considerate date da Dio a tutto il genere umano (vedi anche Genesi 9.1-17). Questo Decreto Apostolico, tuttora osservato dalla Chiesa ortodossa, è simile a quello adottato dall'Ebraismo rabbinico, che insegna che i gentili debbano soltanto osservare le Leggi noachiche per assicurarsi un posto nel Mondo a venire.

## Colonne della Chiesa
Paolo rese chiaro nella Lettera ai Galati (1:7 Gal) di non aver discusso con le "Colonne della Chiesa" dopo avere ricevuto la rivelazione di diventare apostolo (cfr. Galati 1.15-16), e che non aveva incontrato nessuno eccetto Cefa (Pietro) e Giacomo, quando era a Gerusalemme tre anni dopo la sua rivelazione (Galati 1.18-24), intendendo anche che aveva loro spiegato il suo vangelo solo 14 anni dopo (Galati 2.1-2), durante un viaggio successivo a Gerusalemme.
A partire da F.C. Baur, gli studiosi hanno riscontrato evidenza di un conflitto tra i capi della Prima Cristianità: per esempio James D. G. Dunn propone che Pietro sia stato un "bridge-man (uomo-ponte)" tra le contrastanti vedute di Paolo e quelle di Giacomo il Giusto.

## Concilio di Gerusalemme

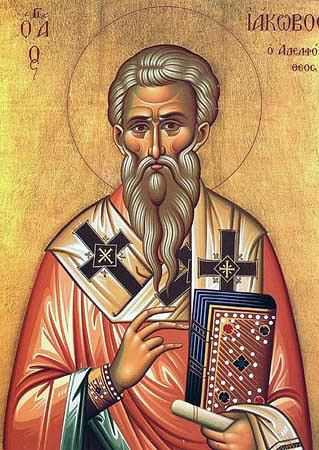
Giacomo il Giusto, il cui giudizio fu adottato dal Decreto Apostolico in (c. 50 d.C.): "... solo si ordini loro di astenersi dalle sozzure degli idoli, dalla impudicizia, dagli animali soffocati e dal sangue..."

Paolo pare abbia rifiutato di esser legato a modalità particolari di comportamento o osservanza. Si veda per esempio 1 Corinzi 9.20-23. Non si mette a discutere con quei corinzi che apparentemente si sentono liberi di mangiare le offerte fatte ad idoli, e non cita mai il Concilio di Gerusalemme, ma piuttosto cerca di persuaderli facendo appello alla premura che dovrebbero avere per gli altri credenti, che potrebbero non sentirsi altrettanto liberi.
Paolo stesso ebbe a descrivere diversi incontri con gli apostoli a Gerusalemme, sebbene sia difficile ricollegarli col resoconto degli Atti (vedi anche Paolo di Tarso – Concilio di Gerusalemme). Paolo afferma di "essere nuovamente andato a Gerusalemme" (cioè, non per la prima volta) con Barnaba e Tito "a seguito di una rivelazione", per esporre "loro il vangelo che io predico tra i pagani" (Galati 2.2) – significando con them "le persone più ragguardevoli" (Galati 2.6), ovvero Giacomo, Cephas e Giovanni. Descrive l'incontro come "privato" (non un concilio pubblico) e nota che Tito, che era greco, non veniva spinto a circoncidersi (cfr. Galati 2.3). Fa però riferimento a dei "falsi fratelli che si erano intromessi a spiare la libertà che abbiamo in Cristo Gesù, allo scopo di renderci schiavi" (Galati 2.4).
Paolo sostiene che le "colonne" della Chiesa non avevano contrasti con lui. Al contrario, gli diedero la loro "destra di comunione" (q.v.), lui con la missione verso i "non-circoncisi" e loro verso i "circoncisi", richiedendogli soltanto che si ricordasse dei "poveri" (Galati 2.10). Non si è d'accordo se questo fosse lo stesso incontro di quello descritto negli Atti. Secondo un articolo sulla Catholic Encyclopedia, Paolo non solo non contestò l'osservanza della legge mosaica, a condizione che non interferisse con la libertà dei gentili, ma si adeguò alle rispettive prescrizioni, quando le circostanze lo richiedessero (cfr. 1 Corinzi 9.20). Di conseguenza, subito dopo Paolo circoncise Timoteo (Atti 16.1–3) e venne inoltre arrestato mentre cercava di adempiere ad un rituale mosaico a Gerusalemme (Atti 21.26).
Secondo un articolo della Jewish Encyclopedia, sebbene Barnaba e Paolo avessero riscosso un gran successo nel mondo pagano, le autorità di Gerusalemme insistevano sulla circoncisione quale condizione di ammissione alla Chiesa, fintanto che, su iniziativa di Pietro e Giacomo, capo della chiesa di Gerusalemme, fu stabilito che l'accettazione delle Leggi noachiche — cioè, l'astenersi dalle "sozzure degli idoli, dalla impudicizia, dagli animali soffocati e dal sangue" — fosse richiesta sufficiente per quei pagani che desiderassero far parte della Chiesa.

## Proseliti ebrei
Secondo gli Atti degli Apostoli, Paolo iniziò ad operare in base alla linea tradizionale ebraica di proselitizzazione nelle varie sinagoghe dove i "proseliti della porta" (ebraico: Ger toshav, termine biblico, cfr. per es. Esodo 12.48 et al.) e gli ebrei si incontravano; e solo perché non era riuscito a convincere gli ebrei con le sue idee, incontrando invece una forte opposizione e persecuzione, si dedicò ai gentili, dopo aver concordato con gli apostoli durante un incontro a Gerusalemme, di ammettere i pagani nella Chiesa solo come proseliti della porta, cioè, dopo la loro accettazione delle Leggi noachiche (Atti 15.1–31).
Nella Lettera ai Galati 1.17-18, Paolo dichiara che, subito dopo la sua conversione, se ne andò in Arabia, per poi ritornare a Damasco. "In seguito, dopo tre anni andai a Gerusalemme per consultare Cefa, e rimasi presso di lui quindici giorni". Negli Atti non si fa menzione del viaggio di Paolo in Arabia; e quello che fece a Gerusalemme viene messo subito dopo la nota di Paolo che predica nella sinagoga. Hilgenfeld, Wendt, Weizäcker, Weiss e altri esegeti sostengono che esiste qui una contraddizione tra l'autore di Atti e Paolo."
Il rabbino Jacob Emden, in una rimarchevole apologia del cristianesimo contenuta nell'appendice di "Seder 'Olam" afferma la sua opinione che l'intenzione originale di Gesù, e di Paolo in particolare, fosse quella di convertire alle Leggi noachiche solo i gentili e di lasciare che gli ebrei seguissero la legge mosaica — il che spiega le apparenti contraddizioni del Nuovo Testamento in merito alla Legge di Mosè e allo Shabbat.

## Separazione dal giudaismo

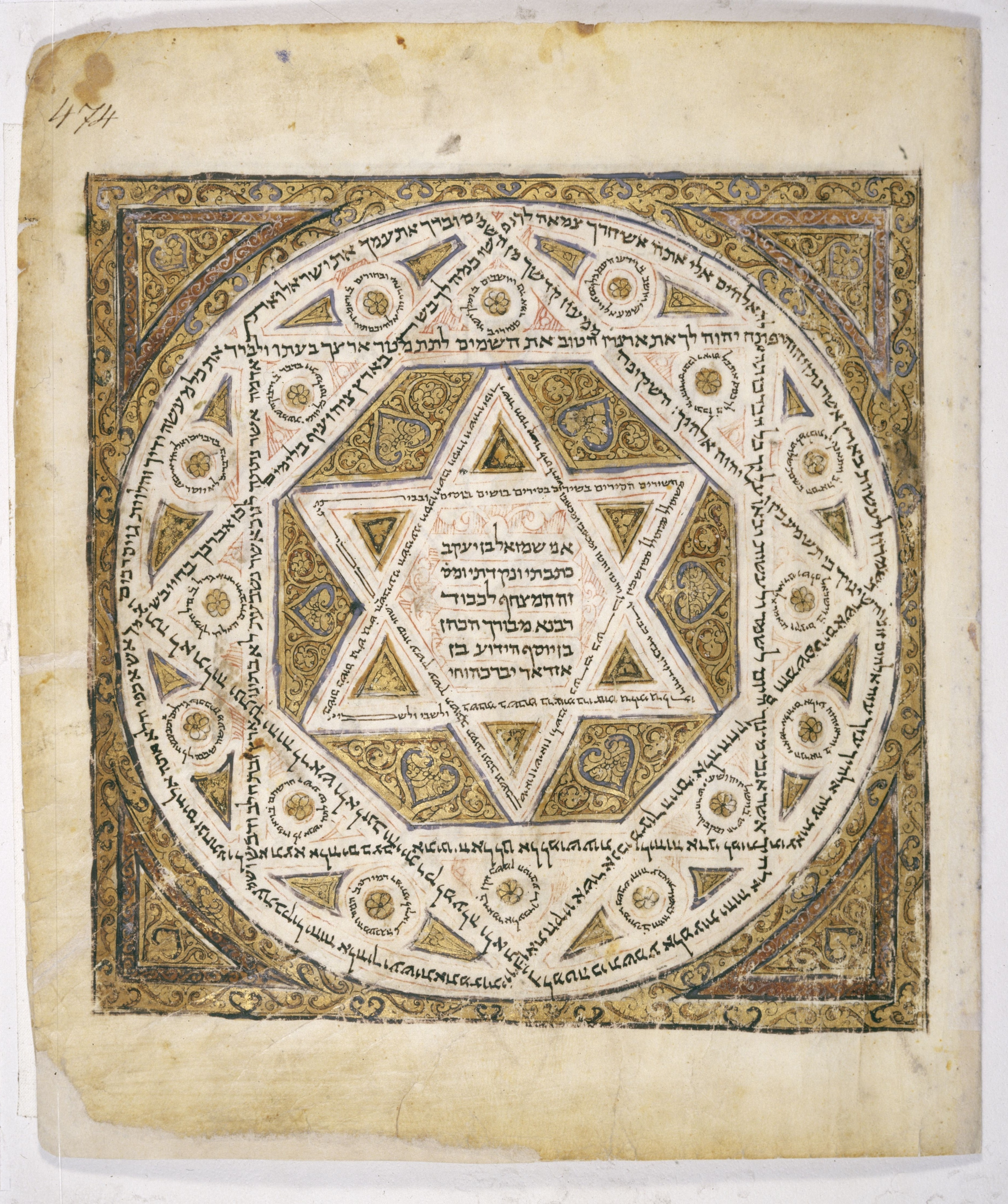
Frontespizio del Codex Leningradensis, antico manoscritto della Bibbia ebraica del 1010 e.v. circa.

Prima della conversione di Paolo, il cristianesimo faceva parte del Giudaismo del Secondo Tempio, in altre parole una setta giudaica di quel tempo, parte della cristianità ebrea, e di conseguenza, da una prospettiva moderna, quei gentili che si volevano convertire integralmente al movimento, dovevano convertirsi al giudaismo, il che poteva significare la circoncisione rituale nel caso non fossero stati circoncisi da infanti, le restrizioni alimentari del kashrut, e altro, (si vedano le 613 mitzvot per ulteriori dettagli). In questo periodo esistevano anche i "conversi parziali", come i "proseliti della porta (q.v.) ed i "timorati di Dio". Paolo insisteva che la fede in Cristo (cfr. anche sotto, "#Nuova prospettiva su Paolo) fosse sufficiente alla salvezza e che la Torah non vincolasse i gentili, opinione mantenuta anche dalla maggioranza degli ebrei. Il successo di Paolo quale "Apostolo dei Gentili" accelerò la frattura tra cristianesimo e giudaismo tradizionale, sebbene Paolo stesso tale frattura non l'avesse desiderata. Senza la campagna di Paolo contro i legalisti che lo opponevano, il cristianesimo sarebbe potuto rimanere una controversa setta ebraica. La teologia del vangelo di Paolo affrettò quindi la separazione della setta messianica dei cristiani dal giudaismo, sviluppo contrario agli intenti dell'apostolo. Egli scrisse infatti che la fede in Cristo era la sola decisiva per la salvezza sia degli ebrei che dei gentili, ma alla fine rese lo scisma tra i seguaci di Cristo ed il giudaismo tradizionale inevitabile e permanente.
Paolo argomentò con successo che i conversi gentili non avevano bisogno di seguire le usanze giudaiche, essere circoncisi, seguire le leggi alimentari, o (secondo certe interpretazioni) seguire comunque la Legge mosaica (si veda anche Antinomismo). Nonostante ciò, nella sua Lettera ai Romani, Paolo insistette sul valore positivo della Legge, forse nel tentativo di dimostrare la coerenza divina e, negli Atti degli Apostoli circoncise personalmente Timoteo, di madre ebrea cristiana e di padre greco. Successivamente, la contrastante polemica tra Antica Alleanza e Nuova Alleanza e la loro differenza per la salvezza, si è di molto indebolita, enfatizzando ora uno sviluppo armonioso (Supersessionismo) piuttosto che un netto contrasto (Marcionismo). Si veda inoltre più sotto, alla sezione "Nuova prospettiva su Paolo".

## Paolo perseguitato dagli ebrei
Diversi brani degli Atti degli Apostoli descrivono le missioni di Paolo in Asia minore (spec. Anatolia) e gli incontri che ebbe con gli ebrei della Diaspora e le popolazioni pagane locali. Nei capitoli 13-15 di Atti, gli ebrei di Antiochia e Iconio arrivano addirittura a seguire Paolo in altre città e ad incitare le folle a fargli violenza. Paolo era già stato lapidato una volta e lasciato per morto (Atti 14.19). A Filippi, colonia di Roma, i magistrati romani percossero e incarcerarono Paolo e i suoi compagni a seguito di accuse dei pagani (Atti 16.19-40). Chiaramente a questo punto Paolo e compagni venivano ancora considerati ebrei da coloro che a Filippi li ostacolarono, nonostante Paolo avesse cercato di adattare i suoi insegnamenti al suo pubblico (9.20-23). In seguito, nella vicina Tessalonica, gli ebrei nuovamente incitarono le folle e "misero in agitazione" le autorità romane contro i cristiani (Atti 17.6-8).

## Cristianesimo paolino
Il "Cristianesimo paolino" è un termine usato per far riferimento ad una branca della Prima Cristianità associata con le credenze e dottrine affermate da Paolo di Tarso nelle sue Epistole. Tale termine è generalmente considerato peggiorativo dai cristiani data la possibile implicazione che il cristianesimo come è inteso odiernamente sia una corruzione degli insegnamenti originali di Gesù, come nella dottrina della Grande Apostasia.

## Nuova prospettiva su Paolo

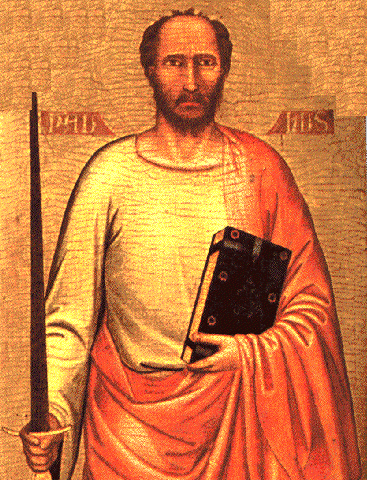
Paolo di Tarso, di Bernardo Daddi (1333) - Collezione Andrew Mellon.

E. P. Sanders nel 1977 riformulò il contesto della teologia di Paolo, rendendo l'osservanza della legge e le opere buone il segno dell'appartenenza all'Alleanza (che indica gli ebrei come popolo di Dio), piuttosto che le opere eseguite al fine di raggiungere la salvezza (il cosiddetto legalismo), un modello di religione che Sanders definiva "nomismo dell'alleanza". Se la prospettiva di Sanders fosse valida, l'interpretazione tradizionale protestante della dottrina della giustificazione (la "vecchia prospettiva") potrebbe aver bisogno di ripensamento, poiché il quadro interpretativo di Martin Lutero viene messo in discussione.
Gli scritti di Sanders, come Paul and Palestinian Judaism (Paolo ed il giudaismo palestinese) del 1977 e Paul, the Law, and the Jewish People (Paolo, la Legge e il popolo ebraico) del 1983, sono stati ripresi dal teologo James Dunn, che ha coniato la frase "La Nuova Prospettiva su Paolo", e dal vescovo anglicano e teologo inglese Nicholas Thomas Wright. Wright, riscontrando un'apparente discrepanza tra la Lettera ai Romani e la Lettera ai Galati – la prima molto più positiva della seconda sulla relazione continuativa di alleanza tra Dio ed il suo antico popolo – asserisce che le opere non sono insignificanti (cfr. Romani 2.13) e che Paolo distingue tra le opere che sono segno di identità etnica e quelle che sono segno di obbedienza a Cristo.
Alcuni studiosi moderni affermano che l'Ultima Cena abbia le sue origini in un contesto pagano, dove le cene per ricordare i defunti erano comuni e la proibizione ebraica sul bere il sangue non era prevalente. Concludono che la "Cena del Signore" che Paolo descrive, probabilmente ebbe origine presso le comunità cristiane da lui fondate in Asia minore e in Grecia.
Nell'ultimo trentennio, un certo numero di teologi hanno avanzato ipotesi di altre "nuove prospettive" sulla dottrina di Paolo sulla giustificazione, nella fattispecie di ciò egli dice in merito alla Giustificazione per fede. Secondo l'accademico neotestamentario Simon J. Gathercole, "Giustificazione per fede" significa che Dio accetta i gentili oltre agli ebrei, poiché entrambi credono in Dio. Paolo scrive nella sua Lettera ai Romani:
(Romani 3.28-31)
La fede è componente centrale della dottrina paolina della giustificazione – ciò significa che i gentili non hanno bisogno di diventare israeliti quando si convertono al cristianesimo, perché Dio non è solo Dio di una nazione, ma sia dei gentili sia degli ebrei.

## Opinioni del giudaismo messianico
Il Giudaismo messianico asserisce che Paolo Apostolo (che viene spesso chiamato Sha'ul, suo nome ebraico) rimase un fariseo ebreo, anche dopo la sua conversione e fino alla morte. Ciò si basa su Atti 23.6, che narra degli eventi dopo l'accettazione di Gesù come Messia da parte di Paolo stesso. «Paolo sapeva che nel sinedrio una parte era di sadducei e una parte di farisei; disse a gran voce: "Fratelli, io sono un fariseo, figlio di farisei; io sono chiamato in giudizio a motivo della speranza nella risurrezione dei morti".»
I giudaico-messianici citano il taglio dei capelli di Paolo a Cencrea quale voto da lui fatto (Atti 18.18), brevi riferimenti a Paolo che osserva le festività ebraiche, i frequenti errori di traduzione dei suoi scritti in molte Bibbie, e la sua buona reputazione presso il maestro rabbinico Gamaliele – per dimostrare che Paolo continuava ad osservare le leggi e le tradizioni dell'Ebraismo. Il Giudaismo messianico afferma che Paolo non ha mai inteso di voler polarizzare il Vangelo tra fede e opere buone, ma che le ultime erano necessarie per sostenere la prima.

### Riferimenti
1. ↑   Romani 16.22, su La Parola - La Sacra Bibbia in italiano in Internet.
2. ↑  Oxford Dictionary of the Christian Church curato da F.L. Lucas (Oxford), s.v. "Paul" (EN) .
3. ↑  The International Standard Bible Encyclopaedia (1915), Vol. 4, p. 2276 cur. da James Orr.
4. ↑  Per un'esposizione di questi studi, cfr. Francesco Bianchi, Atti degli Apostoli, Città Nuova, 2003 ;
Luke Timothy Johnson, Daniel J. Harrington, The Acts of the Apostles, 1992 (EN) .
5. ↑  Vedi  Atti 15.36-41, su laparola.net.
6. ↑  Jewish Encyclopedia: "Saul of Tarsus: Not a Hebrew Scholar; a Hellenist" (EN)
7. ↑   Galati 1.13-14, su La Parola - La Sacra Bibbia in italiano in Internet.
8. ↑   Filippesi 3.4-6, su La Parola - La Sacra Bibbia in italiano in Internet.
9. ↑  Catholic Encyclopedia: "Judaizers", vedi la sezione intitolata: "The Incident At Antioch". (EN)
10. ↑   Galati 2.11–14, su La Parola - La Sacra Bibbia in italiano in Internet.
11. ↑  Catholic Encyclopedia, "St. Paul's account"
12. ↑   L. Michael White, From Jesus to Christianity, HarperSanFrancisco, 2004,  p. 170, ISBN 0-06-052655-6.
13. ↑   Galati 2.11-14, su laparola.net.
14. ↑   Atti 16.1-3, su laparola.net.
15. ↑   Rom 3.1-2, su La Parola - La Sacra Bibbia in italiano in Internet.
16. ↑   1Corinzi 9.20-23, su La Parola - La Sacra Bibbia in italiano in Internet.
17. 1 2   1Cor "Mi sono fatto Giudeo con i Giudei, per guadagnare i Giudei; con coloro che sono sotto la legge sono diventato come uno che è sotto la legge, pur non essendo sotto la legge, allo scopo di guadagnare coloro che sono sotto la legge. Con coloro che non hanno legge sono diventato come uno che è senza legge, pur non essendo senza la legge di Dio, anzi essendo nella legge di Cristo, per guadagnare coloro che sono senza legge. Mi sono fatto debole con i deboli, per guadagnare i deboli; mi sono fatto tutto a tutti, per salvare ad ogni costo qualcuno. Tutto io faccio per il vangelo, per diventarne partecipe con loro.", su laparola.net.
18. ↑   Romani 2.25-29, su laparola.net.
19. ↑   1Cor 7.18, su La Parola - La Sacra Bibbia in italiano in Internet.
20. ↑   1Cor 7.19, su La Parola - La Sacra Bibbia in italiano in Internet.
21. ↑   Gal 1.4, su La Parola - La Sacra Bibbia in italiano in Internet.
22. ↑   Gal 3.3, su La Parola - La Sacra Bibbia in italiano in Internet.
23. ↑   Gal 6.12, su laparola.net.:"Quelli che vogliono fare bella figura nella carne, vi costringono a farvi circoncidere, solo per non essere perseguitati a causa della croce di Cristo."
24. ↑   Gal 3.13, su laparola.net.: "Cristo ci ha riscattati dalla maledizione della legge, diventando lui stesso maledizione per noi."
25. ↑   Filippesi 3.2-3, su La Parola - La Sacra Bibbia in italiano in Internet.
26. ↑   Romani 3.1-2, su La Parola - La Sacra Bibbia in italiano in Internet.
27. ↑   Atti 16.1-3, su La Parola - La Sacra Bibbia in italiano in Internet.
28. ↑  Cfr. per es. Catholic Encyclopedia (1907-1914): "Acts of the Apostles: OBJECTIONS AGAINST THE AUTHENTICITY"
29. ↑   Atti 9.19-28, su La Parola - La Sacra Bibbia in italiano in Internet.
30. ↑   Galati 1.17-19, su La Parola - La Sacra Bibbia in italiano in Internet.
31. ↑   Gal 2.7-9, su La Parola - La Sacra Bibbia in italiano in Internet.
32. ↑  Catholic Encyclopedia: "Judaizers".
33. ↑   1Corinzi 9.20, su La Parola - La Sacra Bibbia in italiano in Internet.
34. ↑   Atti 16.1-3, su La Parola - La Sacra Bibbia in italiano in Internet.
35. ↑   Atti 21.26, su La Parola - La Sacra Bibbia in italiano in Internet.
36. ↑   Atti 15.1-35, su La Parola - La Sacra Bibbia in italiano in Internet.
37. ↑   Atti 15.20,29, su La Parola - La Sacra Bibbia in italiano in Internet.
38. ↑   Genesi 9.1-17, su La Parola - La Sacra Bibbia in italiano in Internet.
39. ↑   Gal, su La Parola - La Sacra Bibbia in italiano in Internet.
40. ↑   Galati 1.15-16, su La Parola - La Sacra Bibbia in italiano in Internet.
41. ↑   Gal 1.18-24, su La Parola - La Sacra Bibbia in italiano in Internet.
42. ↑   Gal 2.1-2, su La Parola - La Sacra Bibbia in italiano in Internet.
43. ↑   Atti 15.19-29, su La Parola - La Sacra Bibbia in italiano in Internet.
44. ↑   1Corinzi 9.20-23, su La Parola - La Sacra Bibbia in italiano in Internet.
45. ↑   Galati 2.2, su La Parola - La Sacra Bibbia in italiano in Internet.
46. ↑   Gal 2.6, su La Parola - La Sacra Bibbia in italiano in Internet.
47. ↑   Gal 2.3, su La Parola - La Sacra Bibbia in italiano in Internet.
48. ↑   Gal 2.4, su La Parola - La Sacra Bibbia in italiano in Internet.
49. ↑   Gal 2.10, su La Parola - La Sacra Bibbia in italiano in Internet.
50. ↑   1Corinzi 9.20, su La Parola - La Sacra Bibbia in italiano in Internet.
51. ↑   Atti 16.1–3, su La Parola - La Sacra Bibbia in italiano in Internet.
52. ↑   Atti 21.26, su La Parola - La Sacra Bibbia in italiano in Internet.
53. ↑  Jewish Encyclopedia: "Gentiles: Gentiles May Not Be Taught the Torah".
54. ↑   Esodo 12.48, su La Parola - La Sacra Bibbia in italiano in Internet.
55. ↑   Atti 15.1–31, su La Parola - La Sacra Bibbia in italiano in Internet.
56. ↑  Cfr. articolo su Jewish Encyclopedia Archiviato il 12 aprile 2008 in Internet Archive..
57. ↑   Gal 1.17-18, su La Parola - La Sacra Bibbia in italiano in Internet.
58. ↑  Cfr. pp. 32b-34b, Hamburg, 1752.
59. ↑   Atti 14.19, su La Parola - La Sacra Bibbia in italiano in Internet.
60. ↑   Atti 16.19-40, su La Parola - La Sacra Bibbia in italiano in Internet.
61. ↑   1Cor 9.20-23, su La Parola - La Sacra Bibbia in italiano in Internet.
62. ↑   Atti 17.6-8, su La Parola - La Sacra Bibbia in italiano in Internet.
63. ↑  Paul and Palestinian Judaism, SCM Press, 1977. ISBN 0-8006-1899-8
64. ↑  "J.D.G. Dunn‘s Manson Memorial Lecture" del 4 novembre 1982: "The New Perspective on Paul" BJRL 65(1983), pp. 95–122.
65. ↑  New Perspectives on Paul Archiviato il 13 settembre 2016 in Internet Archive..
66. ↑   Romani 2.13, su La Parola - La Sacra Bibbia in italiano in Internet.
67. 1 2  Robert Funk e il Jesus Seminar, The acts of Jesus: the search for the authentic deeds of Jesus. HarperSanFrancisco, 1998, p. 139-140.
68. ↑   Romani 3.28-31, su La Parola - La Sacra Bibbia in italiano in Internet.
69. ↑  Simon J. Gathercole, "What Did Paul Really Mean?", su Christianity Today, 2007.
70. ↑   Atti 23.6, su La Parola - La Sacra Bibbia in italiano in Internet.
71. ↑   Atti 18.18, su La Parola - La Sacra Bibbia in italiano in Internet.
72. ↑   Atti "A Cencre si era fatto tagliare i capelli a causa di un voto che aveva fatto.", su laparola.net.